# Cucina bielorussa
La cucina bielorussa è l'espressione culinaria della Bielorussia. È una cucina composta da piatti abbastanza corposi, avente come ingredienti fondamentale la patata (in bielorusso bulba, tanto che i bielorussi vengono chiamati anche bulbashi, ovvero popolo delle patate) e la carne. La cucina bielorussa ha molte influenze dalla cucina russa ed è molto simile alla cucina polacca ed alla cucina lituana.

## Piatti tipici

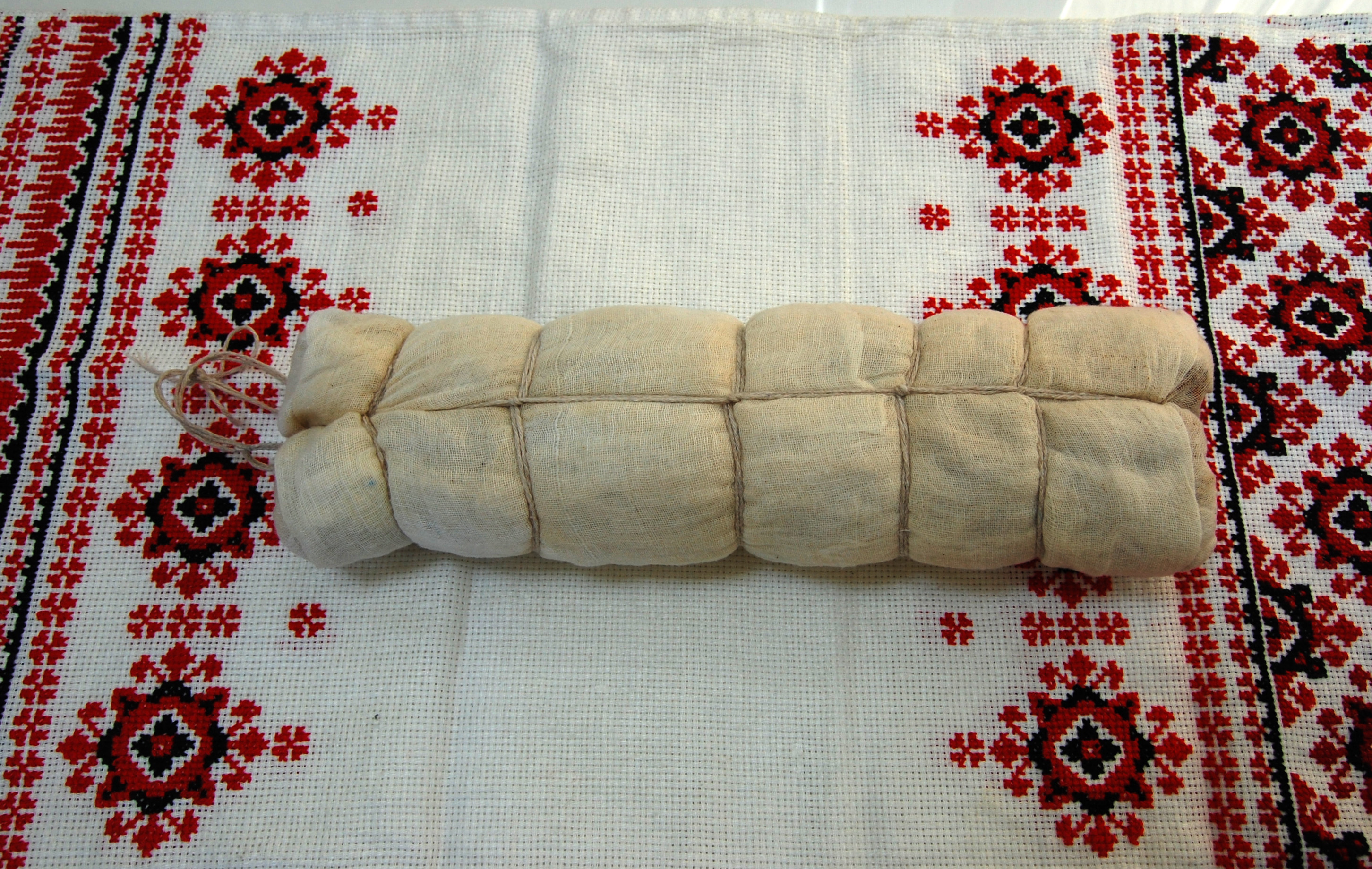
Polendvitsa arrotolata in garze.

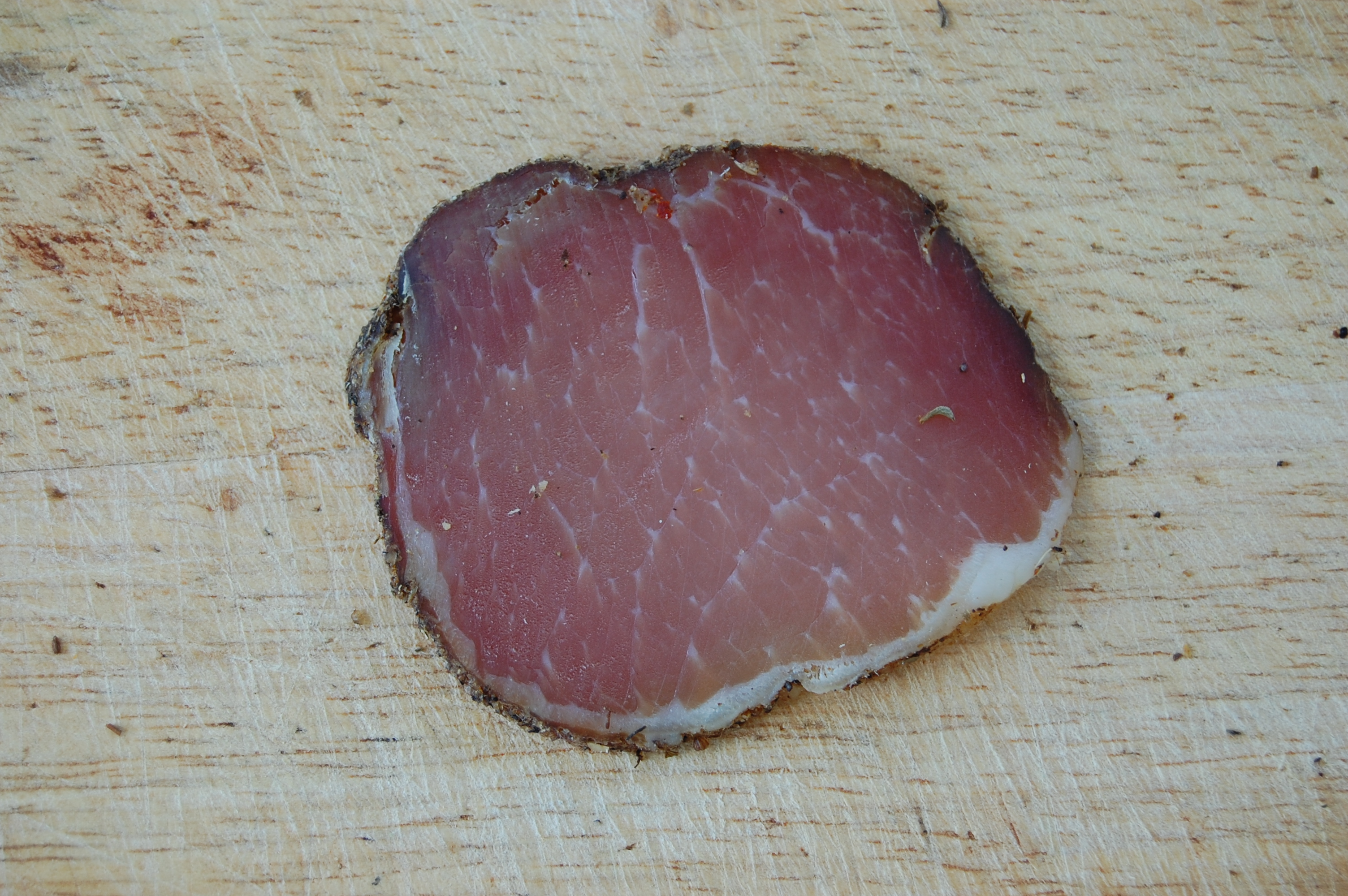
Polendvitsa

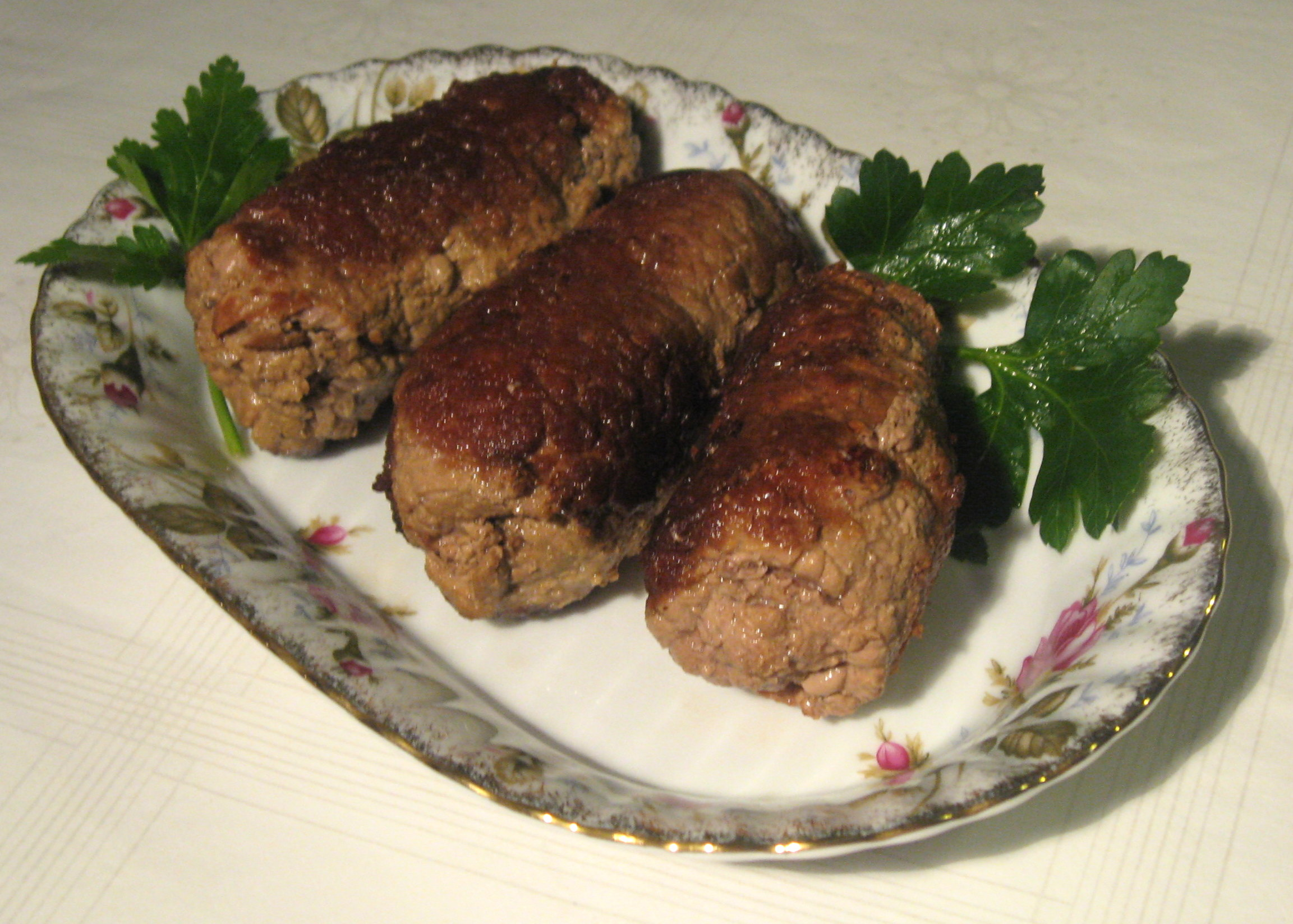
Zrazy

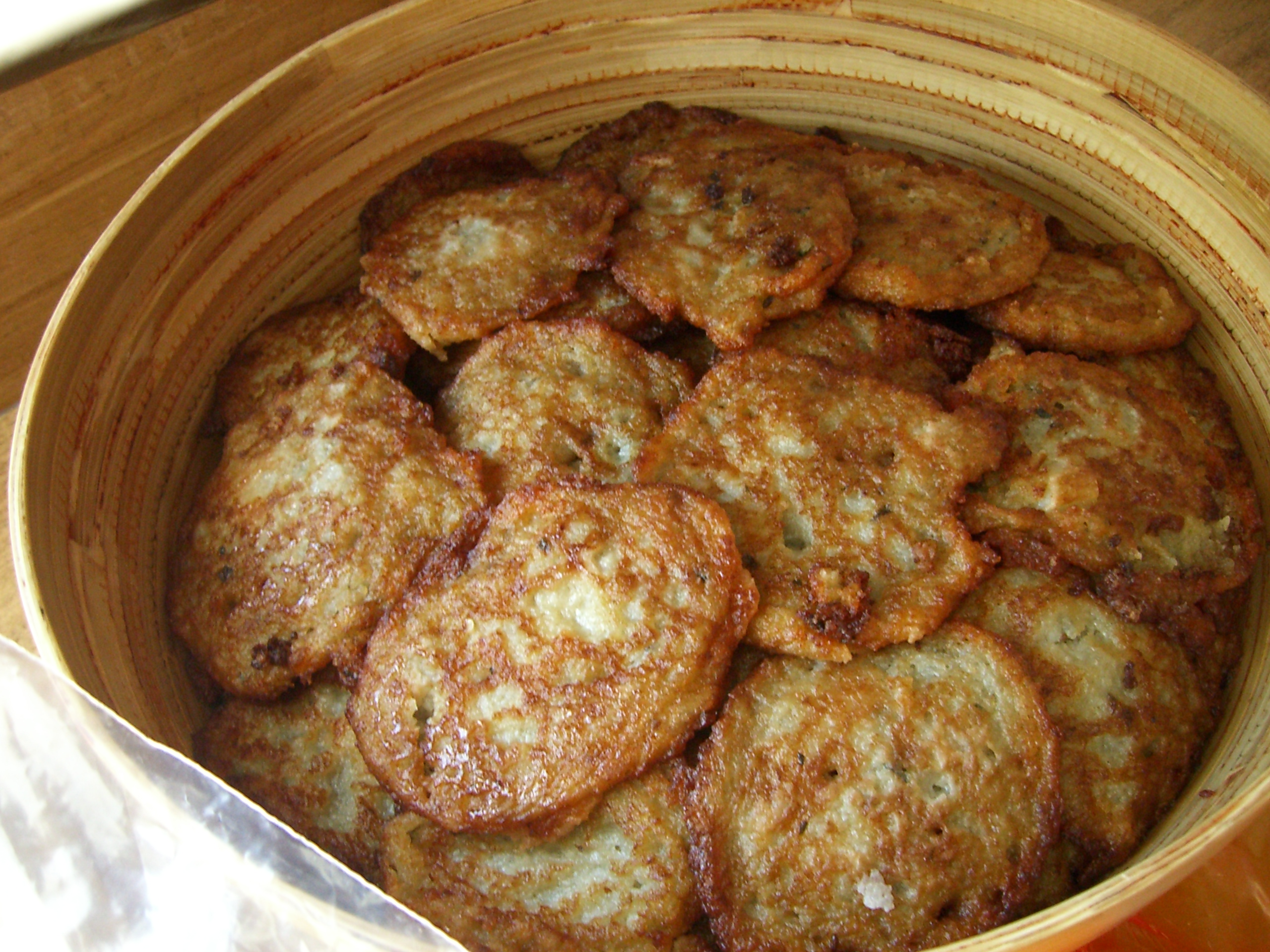
Draniki

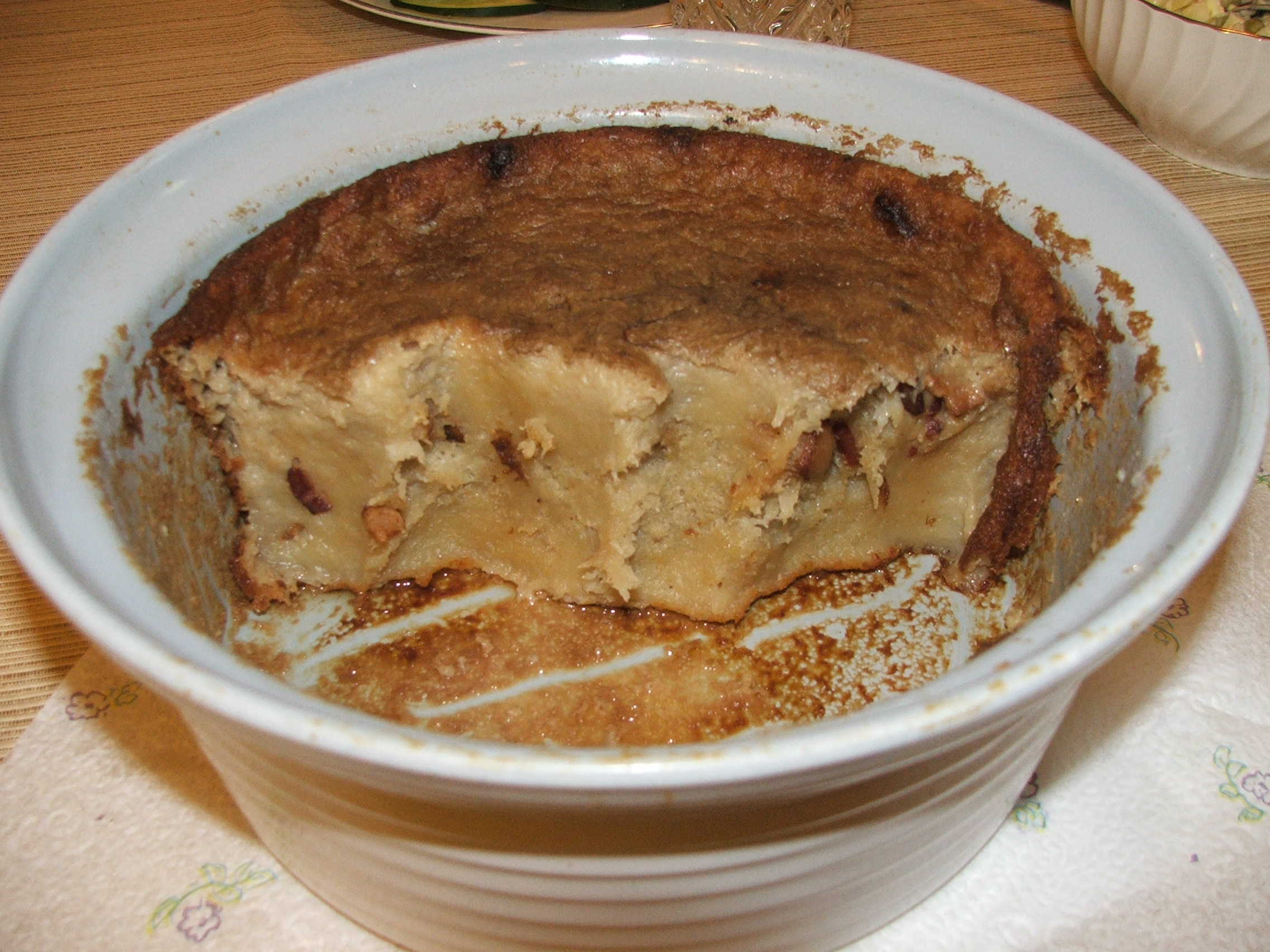
Babka di patate

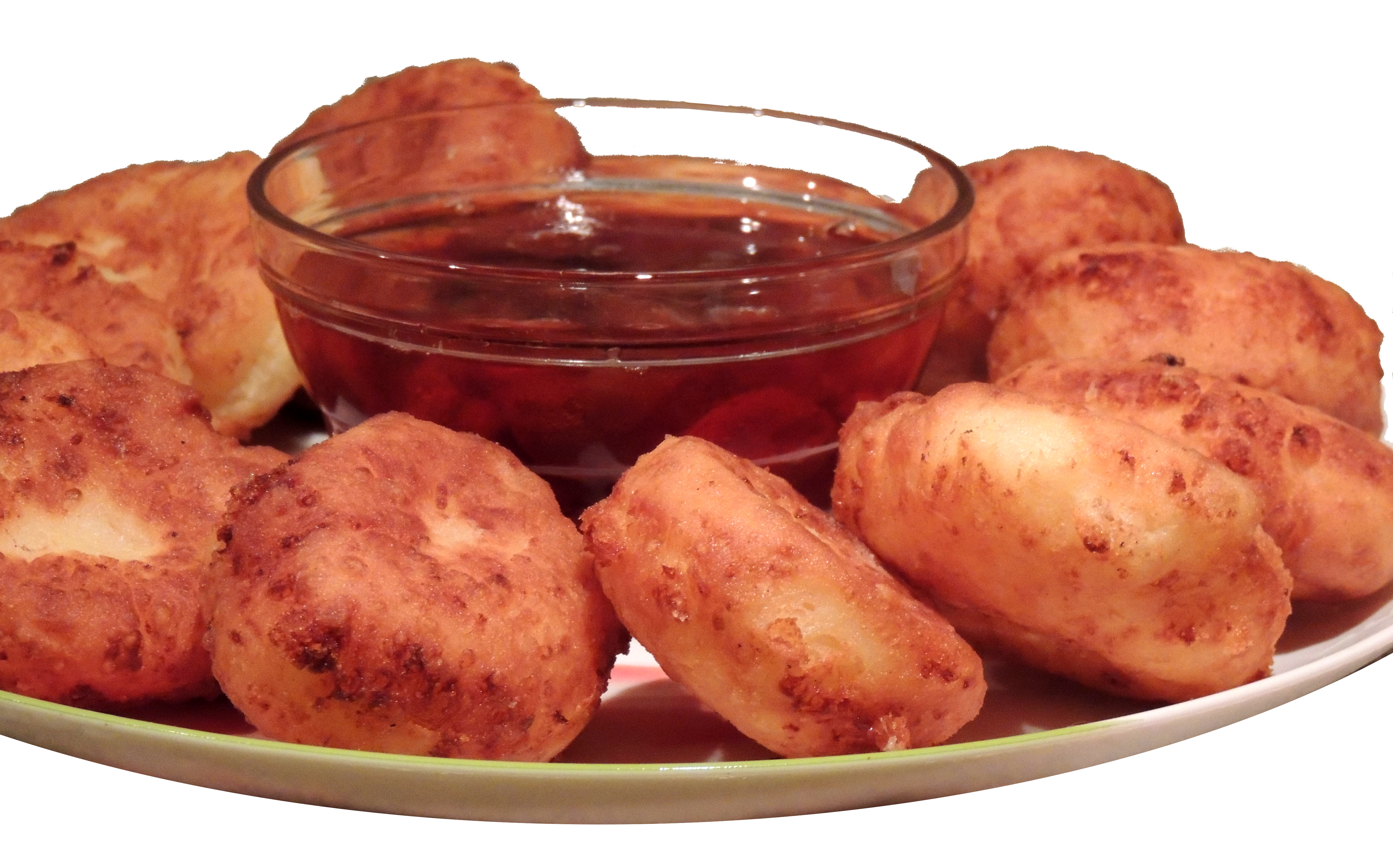
Syrniki

### Zuppe
- Khaladnik: zuppa di barbabietole simile al borscht, con foglie di barbabietola, panna acida, uova e patate bollite.

### Carni
- Polendvitsa: carne di manzo seccata per qualche giorno avvolta in garze con sale, spezie, pepe e bacche di ginepro.
- Pyachysta: grasso di maiale sotto sale, leggermente affumicato e condito con cipolle e aglio. È servito spesso nelle feste popolari
- Kishka: salsiccia con sangue di maiale e grano saraceno
- Zrazy: pezzi di manzo arrotolati e ripieni di salsiccia, vegetali, funghi, uova, e patate. È un piatto diffuso anche in Polonia ed in Lituania

### Altro
- Draniki: uno dei piatti bielorussi più famosi. È una specie di frittella di patate fritta in olio con cipolle, uova e aglio. In base alle varie varianti, si possono aggiungere anche yogurt, vegetali (carote, zucca...) e pancetta.
- Klinkovi: formaggio fresco
- Babka di patate: torta salata fatta con patate grattugiate, cipolla, uova e pancetta. È un piatto diffuso anche in Polonia ed in Lituania
- Syrniki
- Bublik
- Kalduny

### Bevande
- Krambambulia[2] tipica bevanda alcolica bielorussa
- Kvas, prodotto anche tipico russo
- Birra